# Давиденко, Леонид Григорьевич
Леони́д Григо́рьевич Давиде́нко (9 мая 1941, Минск — 28 октября 2002, там же) — белорусский советский скульптор, живописец, график, педагог.

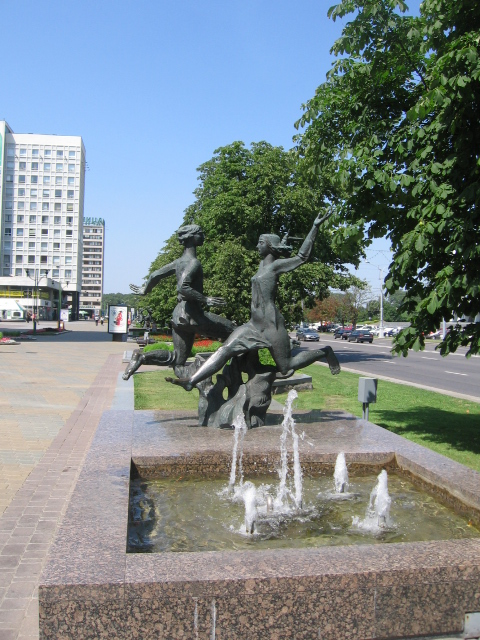
Скульптура «Лето» у фонтана на проспекте Победителей в Минске

## Биография
Первые художественные навыки получил в изостудии минского «Дома пионеров» у  известного белорусского художника и преподавателя Сергея Петровича Каткова.
В 1959 году поступил в Минское художественное училище. Учился у преподавателя Г. И. Муромцева.
В 1962 году, не окончив училища, успешно сдал вступительные экзамены в Белорусский государственный театрально-художественный институт, где его наставниками были известные белорусские скульпторы Андрей Бембель и Анатолий Аникейчик.
В 1967 году под руководством Андрея Бембеля Леонид Давиденко выполнил дипломную работу — рельеф по дереву «Урожай».
С 1968 года стал преподавать в скульптурном отделении Минской школы-интерната по изобразительному искусству и музыке имени И. О. Ахремчика. Внёс большой педагогический вклад в развитие белорусской скульптурной школы.
С 1968 года начал участвовать в республиканских и всесоюзных художественных выставках.
В 1979 году скульптура «Юноша с белкой» экспонировалась на выставке в Лондоне.
Скончался на 62-м году жизни 28 октября 2002 года в Минске.

## Произведения
- «Купава» (1970-е)
- «Юноша с белкой» (1970-е)
- «Мать и сын» (1980-е)
- «Нежность» (1980-е)
- «Лето», фонтан на проспекте Победителей в Минске
- «Сымон-музыка», музыкальный лицей при Белорусской консерватории
- «Дама в чёрном», Несвиж
- «Любава», центральный парк Кишинёва, Молдавия

Произведения Леонида Давиденко находятся в Национальном художественном музее Республики Беларусь, Государственной Третьяковской галерее (Москва) и в Русском музее (Санкт-Петербург).

## Память
С 15 января по 2 февраля 2013 года в минском Музее современного изобразительного искусства проводилась выставка «Созвучие деревянной скульптуры», посвящённая памяти скульптора Леонида Давиденко.